# Mark Siegelberg
Mark Siegelberg, auch Markus, (geboren 11. Juni 1895 in Kiew, Russisches Kaiserreich; gestorben 4. Dezember 1986 in Katzelsdorf, Wiener Neustadt) war ein Journalist, Schriftsteller, Theaterkritiker und Schauspieler.

## Leben
Als Geburtsort des Sohns von Boris Siegelberg wird auch Luzk angegeben. Die Familie emigrierte bald nach Wien, wo Markus das Gymnasium absolvierte. Er studierte Rechts- und Wirtschaftswissenschaft an den Universitäten Bern bzw. Wien und erwarb den Dr. jur. und Dr. rer. pol.
Ab 1922 arbeitete er als Journalist für die Zeitungen Der Morgen, Die Stunde und Der Tag und war 1934–1938 Redakteur Der Stunde. 1924 heiratete er Erna Juran.
Kurz nach dem Anschluss Österreichs 1938 wurde er inhaftiert, am 2. April als Schutzhaft-Jude in das KZ Dachau eingewiesen (Häftlingsnummer: 13877; in Gestapo-Liste: Siglberg Dr. Max) und am 22. September in das KZ Buchenwald überstellt. Nach seiner Entlassung 1939 emigrierte er nach Shanghai, wo er an den an Exilzeitschriften The Shanghai Herald und dem Shanghai Jewish Chronicle mitarbeitete.
Mit Hans Schubert schrieb er die Theaterstücke Die Masken fallen und Fremde Erde. Nach der Premiere intervenierte der deutsche Botschafter bei der japanischen Verwaltung.
Aufgrund seiner Mitarbeit beim britischen Informationsdienst wurde er im Dezember 1941 von den Engländern nach Australien evakuiert. Da er als Jude eines akademischen Grades einer deutschen Hochschule unwürdig sei, wurden ihm im Juli 1942 seine akademischen Grade entzogen. Erst am 15. Mai 1955 wurde ihm die Promotion wiederverliehen.
1954 gründete er in Melbourne die Immigrantenzeitschrift Neue Welt (später umbenannt Neue Heimat und Welt), für deren Herausgabe ihm 1964 das Goldene Ehrenzeichen für Verdienste um die Republik Österreich verliehen wurde. Nachdem er 1968 in den Ruhestand gegangen war, kehrte er nach Österreich zurück, fand aber keinen Anschluss an die Erfolge der Vorkriegszeit.

## Werke
- Mark Siegelberg: Schutzhaftjude Nr. 13877. Shanghai: American Press/Sygma, undatiert [um 1940].
- Mark Siegelberg, Hans Schubert: „Die Masken fallen“ – „Fremde Erde“. Zwei Dramen aus der Emigration nach Shanghai 1939–1947. Hg. von Michael Philipp und Wilfried Seywald. Hamburg: Hamburger Arbeitsstelle für deutsche Exilliteratur, 1996.
- Mark Siegelberg: Das zweite Gesicht / The Face of Pearl Harbor. German and English Parallel Text. Hg. von Tomas Sommadossi. München: Iudicium, 2017, ISBN 978-3-86205-257-8
- Mark Siegelberg: Schutzhaftjude Nr. 13877 und Ein Mann namens Brandt. Zwei antifaschistische Zeitromane aus dem Exil und Nachexil. Herausgegeben und mit einem Nachwort versehen von Tomas Sommadossi. Wien: Verlag der Theodor Kramer Gesellschaft 2022. ISBN 978-3-901602-96-2